# Din öron, Herre, till mig böj
Din öron, Herre, till mig böj (tyska: Herr, neig zu mir dein gnädigs Ohr)är en tysk psalm av Cornelius Becker som bygger på psaltaren 86. Psalmen översattes till svenska av Haquin Spegel och fick titeln Din öron, Herre, till mig böj.

## Publicerad i
- Den svenska psalmboken 1694 som nummer 89 under rubriken "Konung Davids Psalmer".
- Den svenska psalmboken 1695 som nummer 78 under rubriken "Konung Davids Psalmer".[1]